# NZL Giant Eagle
| NZL Giant Eagle | NZL Giant Eagle          |
| --------------- | ------------------------ |
| Metall:         | 99,9 % Ag                |
| Rand:           | geriffelt                |
| Prägejahre:     | 2009                     |
| Vorderseite     |                          |
| Motiv:          | Giant Eagle (Haastadler) |
| Entwerfer:      | Ken Wright               |
| Rückseite       |                          |
| Motiv:          | Elisabeth II.            |
| Entwerfer:      | Ian Rank-Broadley        |

Bei der NZL Giant Eagle Silbermünze handelt es sich um eine Sammelmünze, die von der New Zealand Mint Prägeanstalt hergestellt wurde. Als Motiv der Münze wurde der Haastadler ausgewählt. In Neuseeland ist dieser Adler unter dem Namen „Giant Eagle“ bekannt. Die Münze wurde ausschließlich im Jahr 2009 geprägt und ihre Auflage betrug 11.500 Stück.

## Hintergrund

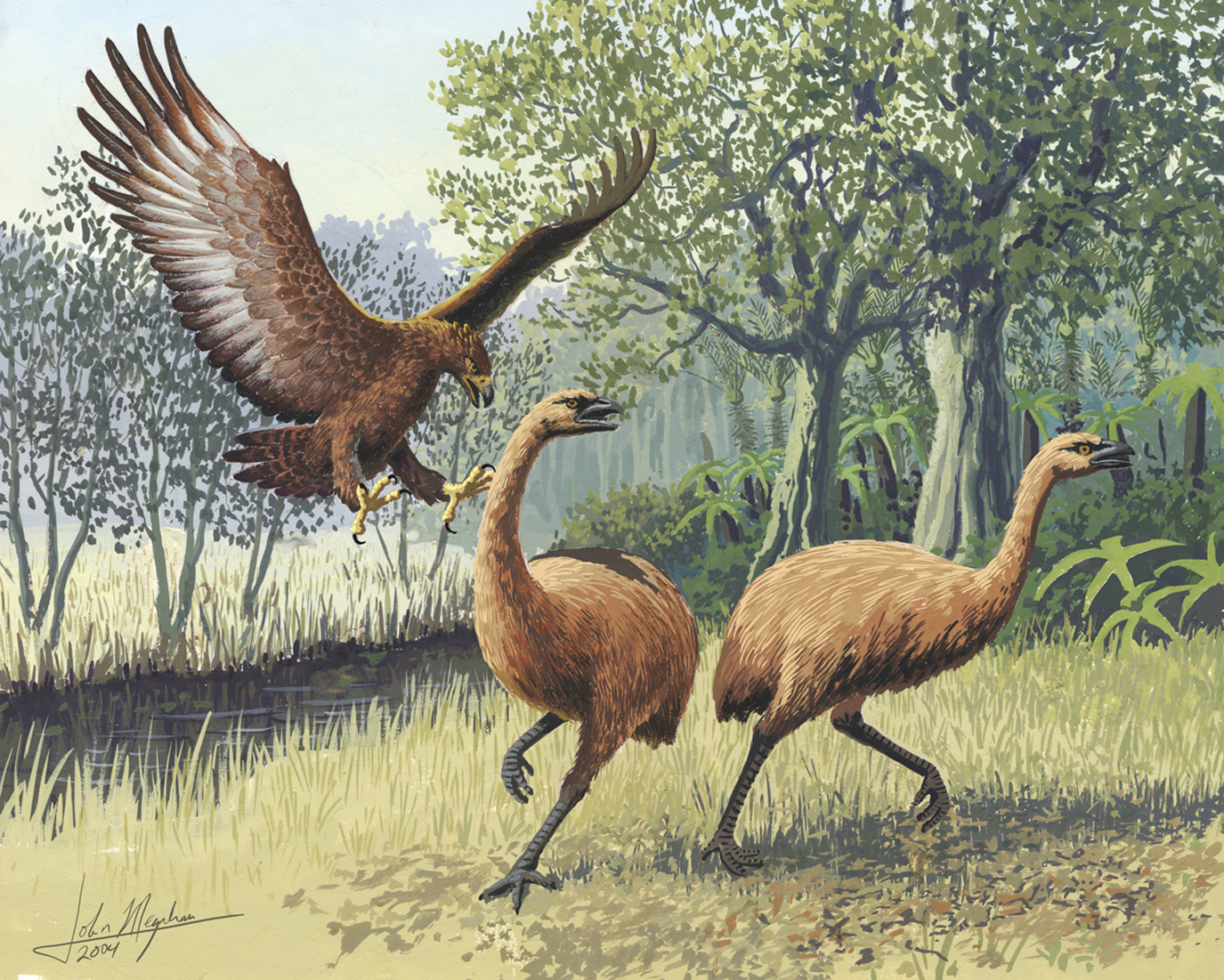
Haastadler auf der Jagd

Der Haastadler, dem die Giant Eagle Silbermünze ihren Namen und ihr Leitmotiv verdankt, zählte zu den größten Raubtieren, die es auf den Inseln Neuseelands gab. Diese Adler-Art konnte bis zu 18 Kilogramm schwer werden und eine Flügelspannweite zwischen 2,6 und 3 Metern erreichen. Während ihrer Raubzüge erreichten die Vögel vermutlich Angriffsgeschwindigkeiten von bis zu 80 km/h. Das Verschwinden der Haastadler vor rund 500 Jahren ging einher mit der Ausrottung des Moas durch den Menschen, da dieser Laufvogel die Hauptnahrungsquelle für den enormen Greifvogel darstellte. Nachdem die Moas ausgestorben waren, fanden auch die Haastadler nicht mehr genug Nahrung, um zu überleben, und starben ebenfalls aus.
Mit der NZL Giant Eagle Münze wollte man an eines der großen Wahrzeichen Neuseelands erinnern.

## Vorderseite
Auf der Vorderseite der Münze ist ein Porträt der Königin von England aufgeprägt. Da Neuseeland zu den Commonwealth-Staaten gehört, ist Queen Elizabeth II das offizielle Staatsoberhaupt dort und ist darum auch auf den offiziellen Münzen des Landes vertreten. Gestaltet wurde das Bild von dem britischen Bildhauer Ian Rank-Broadley. Neben dem Abbild der britischen Königin ist mit der Zahl 2009 außerdem das Prägejahr der Münze auf der Vorderseite zu sehen.

## Rückseite
Die Rückseite der Münze ziert ein Bild des Haastadler in seiner typischen Angriffsposition. Neben dem Motiv ist zudem das traditionelle Māori-Symbol für den Adler zu finden. In der Kultur der Ureinwohner Neuseelands nimmt der Haastadler eine ganz besondere Stellung ein. Er war Gegenstand vieler Legenden und wurde von den Maori gar als Menschenfresser gefürchtet. Auch der Nennwert von einem neuseeländischen Dollar ist auf dieser Seite der Münze aufgeprägt. Er macht diese Münze zu einem offiziellen Zahlungsmittel in Neuseeland, wobei schon der reine Materialwert die Münze wertvoller macht.

## Material
Die Münze selbst besteht aus Silber in einer Reinheit von 999/1000. Das bedeutet, dass 99,9 % des enthaltenen Metalls reines Silber sind. Der Rand der Münze ist traditionell geriffelt, um zu verhindern, dass im Nachhinein Edelmetall von der Münze entfernt wird. Der Durchmesser der Münze beträgt genau 40 Millimeter.

## Andere Münzen dieser Reihe
Neben der Giant Eagle Münze sind noch andere Silbermünzen in dieser Reihe der New Zealand Mint erschienen. Bei einer weiteren Einzelmünze ist der Südkaper abgebildet. Zudem gibt es ein fünfteiliges Set, das neben Haastadler und Südkaper auch die Motive von Riesenmoa, Riesenkalmar und Riesenheuschrecke zeigt.